# Mars et Vénus surpris par Vulcain (Le Tintoret)
Pour les articles homonymes, voir Mars et Vénus surpris par Vulcain.
Mars et Vénus surpris par Vulcain, ou également Vénus, Vulcain et Mars, est une peinture à l'huile sur toile de Jacopo Tintoretto, exécutée autour de 1551-1552 et conservée à l'Alte Pinakothek de Munich.

## Description
Dans la légende, Mars et Vénus sont nus, couchés dans le lit de l'adultère, et se font surprendre par Vulcain, qui a été averti par Apollon. Dans le tableau de l'Alte Pinakothek, rien de tel. La scène se passe ici à l'intérieur d'une petite chambre à coucher dans laquelle règne le chaos. Vénus est nue, étendue sur le lit, seule. Mars, casqué, est caché sous la table, tandis que Vulcain soulève le léger tissu couvrant le sexe de sa femme. À côté, sous la fenêtre, dans un berceau, Cupidon est endormi. Un chien aboie au pied du lit.

## Analyse
Les sujets mythologiques ont été peu représentés dans la carrière du Tintoret. Le thème de Mars et Vénus se faisant surprendre par Vulcain était assez courant à la Renaissance, et pourtant l'artiste a réussi un tableau particulièrement original. Le Tintoret choisit en effet de dépeindre une représentation comique de la légende, et nous offre une véritable scène de vaudeville. Mars est à moitié caché sous la table avec son casque, ridicule comme un amant caché dans le placard. Vulcain n'entend même pas le chien qui aboie à ses pieds et indique où se trouve Mars, car il pense à tout autre chose. En effet, venu chercher la preuve de l'adultère de sa femme, il est distrait par le charme du sexe de son épouse et ne pense donc à rien d'autre. Le grand miroir derrière lui permet d'ailleurs de voir ce qui va se passer dans l'instant qui suit. Peut-être que Mars réussira alors à s'échapper par la porte du fond… Même le Cupidon endormi est comique, car, épuisé par ses propres efforts, il s'est vaincu lui-même.